# Raffaele Castielli
Raffaele Castielli (Faeto, 5 marzo 1927 – Lucera, 3 agosto 2018) è stato un vescovo cattolico italiano.

## Biografia
È nato a Faeto il 5 marzo 1927 per poi essere ordinato presbitero il 9 luglio 1950.
L'11 febbraio 1987 è nominato primo vescovo di Lucera-Troia ed è stato consacrato vescovo il 25 marzo 1987. Dal 18 maggio 1996 è vescovo emerito della diocesi, dopo aver rassegnato le dimissioni a 69 anni.
È morto a Lucera il 3 agosto 2018.

## Genealogia episcopale
La genealogia episcopale è:
- Cardinale Scipione Rebiba
- Cardinale Giulio Antonio Santori
- Cardinale Girolamo Bernerio, O.P.
- Arcivescovo Galeazzo Sanvitale
- Cardinale Ludovico Ludovisi
- Cardinale Luigi Caetani
- Cardinale Ulderico Carpegna
- Cardinale Paluzzo Paluzzi Altieri degli Albertoni
- Papa Benedetto XIII
- Papa Benedetto XIV
- Cardinale Enrico Enriquez
- Arcivescovo Manuel Quintano Bonifaz
- Cardinale Buenaventura Córdoba Espinosa de la Cerda
- Cardinale Giuseppe Maria Doria Pamphilj
- Papa Pio VIII
- Papa Pio IX
- Cardinale Gustav Adolf von Hohenlohe-Schillingsfürst
- Arcivescovo Salvatore Magnasco
- Cardinale Gaetano Alimonda
- Cardinale Agostino Richelmy
- Arcivescovo Angelo Bartolomasi
- Arcivescovo Ferdinando Bernardi
- Arcivescovo Francesco Minerva
- Cardinale Salvatore De Giorgi
- Vescovo Raffaele Castielli